# Sportvagns-VM 2024
Sportvagns-VM 2024 (en. 2024 FIA World Endurance Championship) är den tolfte säsongen av internationella bilsportförbundet FIA:s världsmästerskap i sportvagnsracing.

## Tävlingskalender
| Datum             | Tävling                           | Segrare Hypercar Team                        | Segrare LMGT3                                   |
| Datum             | Tävling                           | Segrare Hypercar Förare                      | Segrare LMGT3                                   |
| ----------------- | --------------------------------- | -------------------------------------------- | ----------------------------------------------- |
| 2 mars 2024       | Qatar 1812 km                     | Porsche Penske Motorsport                    | Manthey PureRxcing                              |
| 2 mars 2024       | Qatar 1812 km                     | Kévin Estre André Lotterer Laurens Vanthoor  | Klaus Bachler Alex Malykhin Joel Sturm          |
| 21 april 2024     | Imola 6-timmars                   | Toyota Gazoo Racing                          | Team WRT                                        |
| 21 april 2024     | Imola 6-timmars                   | Mike Conway Kamui Kobayashi Nyck de Vries    | Augusto Farfus Sean Gelael Darren Leung         |
| 11 maj 2024       | Spa 6-timmars                     | Hertz Team Jota                              | Manthey EMA                                     |
| 11 maj 2024       | Spa 6-timmars                     | Callum Ilott Will Stevens                    | Richard Lietz Morris Schuring Yasser Shahin     |
| 15-16 juni 2024   | Le Mans 24-timmars                | Ferrari AF Corse                             | Manthey EMA                                     |
| 15-16 juni 2024   | Le Mans 24-timmars                | Antonio Fuoco Miguel Molina Nicklas Nielsen  | Richard Lietz Morris Schuring Yasser Shahin     |
| 14 juli 2024      | São Paulo 6-timmars               | Toyota Gazoo Racing                          | Manthey PureRxcing                              |
| 14 juli 2024      | São Paulo 6-timmars               | Sébastien Buemi Brendon Hartley Ryō Hirakawa | Klaus Bachler Alex Malykhin Joel Sturm          |
| 1 september 2024  | Circuit of the Americas 6-timmars | AF Corse                                     | Heart of Racing Team                            |
| 1 september 2024  | Circuit of the Americas 6-timmars | Robert Kubica Robert Shwartzman Ye Yifei     | Ian James Daniel Mancinelli Alex Riberas        |
| 15 september 2024 | Fuji 6-timmars                    | Porsche Penske Motorsport                    | Vista AF Corse                                  |
| 15 september 2024 | Fuji 6-timmars                    | Kévin Estre André Lotterer Laurens Vanthoor  | Francesco Castellacci Thomas Flohr Davide Rigon |
| 2 november 2024   | Bahrain 8-timmars                 | Toyota Gazoo Racing                          | Vista AF Corse                                  |
| 2 november 2024   | Bahrain 8-timmars                 | Sébastien Buemi Brendon Hartley Ryō Hirakawa | François Heriau Simon Mann Alessio Rovera       |

## Slutställning
| Klass    | Förare                                      | Konstruktör | Team               |
| -------- | ------------------------------------------- | ----------- | ------------------ |
| Hypercar | Kévin Estre André Lotterer Laurens Vanthoor | Toyota      | Hertz Team Jota    |
| LMGT3    | Klaus Bachler Alex Malykhin Joel Sturm      |             | Manthey PureRxcing |